# Димитър Станчов
Димитър Янев Станчов е български дипломат и политик, оглавявал 28-ото правителство на България (1907).

## Биография
Димитър Станчов е роден в Свищов. Син е на Яни Станчооглу и Ефросина Паница. Родът му е преселен от района на Берат в края на ХVІІІ век. Завършва Терезианска академия във Виена, а след това става доктор по право на Виенския университет. На 29 март 1887 г. постъпва като стажант в губернаторството на Виена. Завръща се в България заедно с княз Фердинанд Сакс-Кобург-Гота, към когото е аташиран като секретар в периода 1887 – 1889 г. и е началник на неговия Таен кабинет (1889 – 1894). Жени се за графиня Анна дьо Грено, дъщеря на хофмаршала на княз Фердинанд граф дьо Грено и придворна дама на княгиня Мария-Луиза.
Станчов е дипломатически агент на България в Румъния (1894 – 1895), Австро-Унгария (1895 – 1897) и Русия (1896 – 1906). От 1906 до 1908 е външен министър в правителствата на Димитър Петков и Петър Гудев, а след убийството на Димитър Петков за няколко дни оглавява правителството. През следващите години е посланик във Великобритания (1908), Франция (1908 – 1915), Белгия (1910 – 1915) и Италия (1915). Той се противопоставя на включването на България в Първата световна война и е отстранен от служба.
След Първата световна война Димитър Станчов е главен секретар на делегацията, сключила Ньойския договор (1919). След това е посланик във Великобритания (1920 – 1921), Белгия (1921 – 1922) и Холандия (1922 – 1924). През 1924 подава оставка, несъгласен с политиката на правителството на Александър Цанков.
Част от архивите му се съхраняват във фонд №13 на Българския исторически архив в Националната библиотека „Св. св. Кирил и Методий“.
В Централния държавен архив също има негов архивен фонд с № 143К.

## Семейство
Димитър Станчов е женен през 1889 за Анна Александрова дьо Сен Кристоф, графиня дьо Грено (1861 – 1955), имат пет деца:
- Александър Станчов (1890 – 1891)
- Надежда Станчова (1894 – 1957)
- Феодора Станчова (1895 – 1969)
- Иван Станчов (1897 – 1972)
- Елена Станчова (1901 – 1966)

Внук на Димитър Станчов е дипломатът Иван Станчов (1929 – 2021).

## Награди и отличия
- Орден „За граждански заслуги“ (1894)
- Орден на Белия орел (Русия, 1907)
- Орден Франц Йосиф
- Орден и звезда на „Свети Хуберт“, Велик кръст на Бавария